# Ошмянка (річка)
Ошмянка (біл. Ашмянка) — річка в Білорусі, на території Ошмянського, Сморгонский і Островецького районів Гродненській області, лівий приплив річки Вілія . Довжина 105 км, площа водозбіра 1490 км ². Починається біля села Мурована Ошмянка Ошмянського району, у верхів'ї тече по Ошмянській височині, через місто Ошмяни, в середній і нижній течії по Нарочано-Вілейській низині, впадає в Вілію у села Відюни Островецького району.
За 36 кілометрів від гирла долина річки перегороджена греблею Рачунского водосховища, функціонує гідроелектростанція.

## Будова долини
Долина виражена, трапецеподобна, ширина 1-1,5 км. Схил и круті і обривисті, слабоізрезанние, висота 14-18 метрів. Заплава рівна, пересічена, ширина 200–300 метрів, тут розташовано декілька озер — найбільше з них озеро Руде. Русло звивисте, протягом 6,3 км від витоку Канал (гідрографія) каналізований, в межень до гирла річки Горужанка має ширину 3-5 м, нижче 15-20 м, середній нахил водної поверхні 0,8 ‰. Берега круті, обривисті, в нижній течії зарослі чагарником.

## Водний режим
Водний режим річки вивчається з 1925 а на гідрологічних постах Соли і Великі Яцун.
На весняний період припадає 37 %, літньо-осінній −41 %, зимовий — 22 % річного стоку. Найвищий рівень повені в кінці березня, найбільша висота над межень ю від 2,3 метрів, до 3,1 метра в нижній течії. Замерзає в середині грудня, льодохід в кінці березня. Середньорічний витрата води в гирлі 13,4 м ³ / с.
Стік річки регулюється гребля ми Рачунского водосховища і ставок а біля села Хоранжішкі.

## Притоки
Праві:
- Горужанка
- Понарка
- Сікуня
- Сікунка

Ліві:
- Кернаве
- Лоша

## Використання

### Гідроенергетика
Рачунська гідроелектростанція введена в експлуатацію в 1959 році, функціонувала до 1977 року, після чого була закинута. У 1999–2001 роках була проведена реконструкція ГЕС, після чого її потужність становила 300 кВт. Річне виробництво електроенергії — 1,5 млн кВт · годин.

### Рибальство
У верхів'ях річки водяться форель і харіус, багато минья, головеня, окуня і плотви. Рачунське водосховище популярне місце підлідної Ловлі окуня на блешню і мормишку, а також щук на зимові жерлиця.

### Туризм і відпочинок
На березі річки центр медреабілітації «Ошмяни» (біля села Зелена Діброва Ошмянського району), зона відпочинку Ошмянка. Річка придатна для водних походів на байдарках.